# Shungo Sawada
Shungo Sawada (Japans: 沢田駿吾) (Tokio, 10 februari 1930 - 28 augustus 2006) was een Japanse jazzgitarist.
Sawada begon op zijn twaalfde gitaar te spelen. Hij begon in 1954 de groep Double Beats en leidde halverwege de jaren 60 een vijfkoppige band. Musici die bij hem speelden waren o.m. Shotaro Moriyasu, Norio Maeda, Akitoshi Igarashi en Motohiko Hino. Tevens speelde hij met bezoekende Amerikaanse musici als Stan Getz, Dizzy Gillespie, Benny Goodman, Thad Jones, Helen Merrill, Oscar Peterson en Sonny Stitt. In 1972 richtte hij het platenlabel Elec op, later gaf hij les aan Roots College of Music in Tokio.

## Discografie (selectie)
- Fool on the Hill (1969)
- Shungo Sawada vs. Sadanori Nakamure (1975)
- Shungo (1983)
- Django (1984)

## Referentie
- Kazunori Sugiyama, "Shungo Sawada". The New Grove Dictionary of Jazz. 2de editie.

- Bibliothèque nationale de France: cb17161469v (data)
- CiNii: DA16376694
- MusicBrainz: 2740dc84-f65e-48cd-aef1-d272fd557120
- Bibliotheek van het Japanse parlement: 00959537
- Virtual International Authority File: 255210654